# Stronnictwo Demokratyczne
Stronnictwo Demokratyczne (SD), "Demokratiska partiet", är ett centerparti i Polen, bildat den 18 september 1937. 1940 splittrades partiet i två delar, en som stödde den polska exilregeringen i London och en som stödde kommunistregeringen i Polen. Londonfraktionen upphörde att existera 1945. Stronnictwo Demokratyczne blev ett satellitparti till Polska förenade arbetarpartiet, men trots det klarade partiet av att bibehålla sin icke-marxistiska inriktning. 1989 bröt partiet sitt samarbete med arbetarpartiet och ingick istället i ett samarbete med Solidaritet. Följaktligen lämnade de flesta medlemmarna partiet till förmån för bland annat Frihetsunionen. Partiet existerar fortfarande, men är inte representerat i det polska parlamentet.